# Xenia spicata
Xenia spicata is een zachte koraalsoort uit de familie Xeniidae. De koraalsoort komt uit het geslacht Xenia. Xenia spicata werd in 1982 voor het eerst wetenschappelijk beschreven door Li. 